# Akné
Acne vulgaris (česky trudovitost, případně trudovina), běžně nazývané akné, je jedno z nejčastějších chronických onemocnění kůže a nejčastější kožní onemocnění v pubertě. Nejméně jednou v životě akné postihne 85 až 100 % lidí. Nejvýraznějším projevem nemoci je vznikání vřídků, zvaných trudy, nežity, neštovice, odborně furunkly, hovorově uhry, jebáky, beďary (nebo beďáky, beďárky apod.) či pupínky. Tyto vřídky jsou způsobeny zánětem vývodů mazových žláz, resp. jejich uzavřením. Stagnace sekretu mazových žláz má za následek poškození těchto žláz a vznik hlubokých zánětů, po nichž zůstávají jizvy. Stav zhoršuje přítomnost roztočů Demodex (trudník mazový, trudník tukový), kvasinek a bakterií (Staphylococcus aureus).
Pokožka s akné obsahuje vyšší aktivitu 5-alfa-reduktázy, která přeměňuje testosteron na silnější androgen – dihydrotestosteron. Proto se akné nevyskytuje u eunuchů se suchým typem kůže. Akné se nachází v oblastech kůže s nejvyšší hustotou folikulů, tj. na obličeji, a to zejména v t-zóně, na ramenou, v horní části hrudi a na zádech.

## Klasifikace
Závažnost acne vulgaris (řecky ἀκµή, „vrchol“ + latinsky vulgaris, „obecný“) lze za účelem stanovení vhodného léčebného režimu klasifikovat jako mírnou, střední nebo těžkou. Neexistuje ale všeobecně přijímaná stupnice pro hodnocení závažnosti akné.
Mírné akné určuje přítomnost ucpaných kožních folikulů (známých jako komedony), která je omezená na obličej s občasnými zánětlivými lézemi. Středně závažné akné se vyskytuje, když se na obličeji objeví vyšší počet zánětlivých papulí a pustul ve srovnání s mírnými případy akné a objeví se na trupu. Těžké akné se objevuje, když jsou charakteristickými obličejovými lézemi uzlíky (bolestivé „boule“ pod kůží) a rozsáhlé postižení trupu.
Velké uzlíky se dříve nazývaly cysty. Termín nodulocystický byl použit v lékařské literatuře k popisu závažných případů zánětlivého akné.

## Akné s postupem věku
Akné je nejběžnější během puberty; obtěžuje více než 85 % mladistvých a často přetrvává až do dospělosti. Příčinou vzniku akné během dospívání je zejména nárůst produkce mužských hormonů, který probíhá u obou pohlaví. U většiny lidí akné vymizí nebo alespoň poleví po dvacátém roce života, avšak není možné určit, jak dlouho který jedinec bude touto chorobou trpět. Zranění způsobené akné se typicky projevuje formou komedonů, zánětlivých pupínků, uzlin nebo puchýřků.

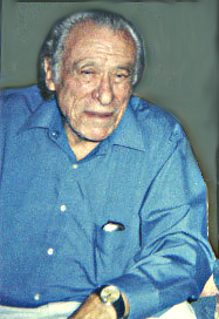
Spisovatel Charles Bukowski trpěl mimořádně těžkým akné

## Následky
Akné může zanechávat následky nejen fyzické (jizvy, důlky), ale také psychické. Jedná se zejména o snížené sebevědomí, v některých případech eskalující v depresi, jež může vyústit až v sebevraždu. Velkou potíží je, že se akné typicky začíná projevovat v pubertě – právě v době, kdy lidé bývají přecitlivělí a začíná jim hodně záležet na vzhledu, vztazích a svém postavení ve společnosti.
Akné taktéž může vést k psychické poruše dermatilománii (akné excoriée), projevující se silným nutkáním škrábat, mačkat, olupovat či jinak si poškozovat postiženou kůži. Pro minimalizaci dopadů se doporučuje léčit tento stav již v raném stádiu.

## Hlavní příčiny
Není dosud zcela jasné, proč někteří lidé trpí akné hodně a jiní skoro vůbec. Mezi faktory patří:
- Dědičnost. Náchylnost ke vzniku akné je u rodinných příslušníků podobná, např. členové rodiny školáka s akné akné trpí také.
- Hormonální aktivita, tj. menstruační cykly a puberta. Během puberty je zvýšena produkce mužských hormonů androgenů[zdroj?], a to způsobuje zvětšení mazových žláz, což způsobuje nárůst produkce mazu.
- Podráždění kůže a jakýkoliv druh škrábání. Protizánětlivé léky na kůži hojení akné napomáhají.
- Stres, způsobující zvýšenou produkci adrenalinu. Některé nové testy nicméně tento faktor vylučují.
- Nahromadění odumřelých buněk kůže, které ucpávají póry.
- Bakterie v pórech. Propionibacterium acnes je anaerobní bakterie, jež způsobuje akné.
- Používání anabolických steroidů.
- Používání léčiv obsahujících lithium, barbituráty nebo androgeny.
- Chronické požívání amfetaminů či podobných léků.
- Většina případů akné především v dospělosti, akné růžovky i některých jiných kožních nemocí je způsobena přemnožením drobného roztoče trudníka (Demodex).[5][6][7][8][9] Proto akné může být nakažlivé a z tohoto důvodu pravděpodobně existuje faktor dědičnosti. Roztoč demodex v kůži žije v mazových a potních váčcích a je pouhým okem neviditelný. Ačkoliv jeho přítomnost je obvyklá, někteří jedinci jsou náchylní k jeho přemnožení, a právě to může rezultovat ve vznik kožních problémů. Eliminovat demodex potom znamená zbavit se akné.

Dále je s tvorbou akné spojeno několik hormonů: androgenní testosteron, dihydrotestosteron (DHT), dehydroepiandrosteron sulfát (DHEAS) a také faktor inzulinového růstu 1 (IGF-I). V souvislosti s posledním uvedeným je namístě uvést, že kůže postižená akné se jeví jako imunní vůči inzulínu.[zdroj?]

## Léčba
Léčebných procedur vedoucích k omezení výskytu akné v obličeji, dekoltu i jinde na kůži, existuje více typů.

### Lokální léčba
Je spousta přípravků pro omezení tvorby mazu; její redukcí se potlačuje tvorba bakterií. Tyto preparáty se typicky aplikují nanesením roztoku na vatičku, a poté pomazáním po pleti; zpravidla se tak činí dvakrát denně (ráno a večer). Také se dají používat tzv. bodové terapie – pomocí nanotkaniny, která je přes noc přiložena na pupínku. Nanotkanina má póry velké pouze v řádech několika desítek nanometrů, díky čemuž nepropustí mikroorganismy, jež způsobují problémy při hojení, současně však propustí molekuly vzduchu, které jsou pro léčbu naopak důležité; to hojení výrazně urychlí.
Používání různých hygienických přípravků (např. micerální voda, hydratační prostředky) může mít na celkovou léčbu pozitivní dopad.

### Léčba pomocí laserů
Laser a softlaser jsou zařízení používaná pro neinvazivní laserovou terapii (LLLT, Low Level Laser Therapy). Lasery fungují na principu biostimulace – stimulují mitochondrie v buňkách k výrobě ATP (adenosintrifosfátu). ATP energizuje buňku, a tak probíhá rychlejší reprodukce, což vede k větší produkci kolagenu. Softlaser rovněž podporuje výměnu přes buněčnou stěnu. Oba tyto efekty vedou ke zdravější kůži a zkrácení doby léčby.

### Lokální léčba demodexu
Nejjednoduššími a nejpoužívanějšími terapeutickými prostředky demodexu (Demodex brevis, Demodex folliculorum) jsou externě aplikované látky, bohaté primárně na síru, zinek a bór a sekundárně na ivermektin, pyrethroidy či niacin (zvaný též nikotinamid). Poslední jmenovaný, kromě toho, že je vitamínem, má i insekticidní účinky. Zasažení demodexu je ztíženo tím, že v kůži se nachází hlouběji; proto se účinné látky vpravují do vnitřních vrstev pokožky pomocí penetrantu. S odumíráním demodexu je spojeno přemnožení asociovaných bakterií; to může vést k dočasnému zhoršení, což bývá pacienty chybně interpretováno tak, že lék nepomáhá a stav zhoršuje.

### Fototerapeutická léčba (lumenoterapie)
Fototerapie se využívá k léčbě u lehčích forem akné, a to v kombinaci s antiaknózními kosmetickými přípravky. Jde o fototerapeutickou destrukci bakterií způsobujících akné, čímž dochází k vyléčení zánětlivých ložisek, spočívá v minimalizaci rizika dalšího zanícení mazových žláz. Světelná terapie pomocí paprsků červeného a modrého světla, léčí akné. Zatímco modré světlo bojuje proti bakteriím způsobujícím akné, červené světlo snižuje záněty.

### Léčba celková
Tímto se rozumí užívání léků. Působit tyto obvykle začnou až po několika týdnech. Takzvaná celková léčba je charakteristická pro zhoršené případy.